# Zereia
Zereia (in greco antico: Ζερεία?) era una polis dell'antica Grecia ubicata in Tracia. 

## Storia
Fece parte della lega delio-attica visto che appare nel registro delle città tributarie di Atene del 422 a.C. dal quale risulta che pagava un phoros di 500 dracme anche se non appare in alcun altro libro di tributi.
Si è detto che è citata da Stefano di Bisanzio riprendendo un frammento di Teopompo che cita i Cerani (in greco antico: Ζηράνιοι?) di Tracia ed un altro frammento di Eforo in cui si afferma il nome della regione Cerania (in greco antico: Ζηρανία?).
Non è nota l'esatta collocazione.